# Liste des directeurs et recteurs de l'université de Moscou

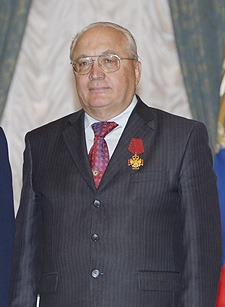
Viktor Sadovnitchi, recteur depuis 1992.

Les recteurs et les directeurs de l'université d'État Lomonossov de Moscou ont dirigé l'administration de l'université de Moscou depuis 1755.

## XVIIIe siècle
| Nom                     | Titre     | Période (de) | Période (à) |
| ----------------------- | --------- | ------------ | ----------- |
| Alexeï Argamakov (ru)   | Directeur | 1755         | 1757        |
| Ivan Melissino (ru)     | Directeur | 1757         | 1763        |
| Mikhaïl Kheraskov       | Directeur | 1763         | 1770        |
| Mikhaïl Priklonski (ru) | Directeur | 1771         | 1784        |
| Pavel Fonvizine (ru)    | Directeur | 1784         | 1796        |
| Ivan Tourgueniev (ru)   | Directeur | 1796         | 1803        |

## XIXe siècle
| Nom                              | Titre   | Période (de) | Période (à) |
| -------------------------------- | ------- | ------------ | ----------- |
| Khariton Tchebotariov (en)       | Recteur | 1803         | 1805        |
| Piotr Strakhov (ru)              | Recteur | 1805         | 1807        |
| Fiodor Bause (ru)                | Recteur | 1807         | 1808        |
| Ivan Geim                        | Recteur | 1808         | 1819        |
| Anton Prokopovitch-Antonski (ru) | Recteur | 1819         | 1826        |
| Ivan Dvigoubski (ru)             | Recteur | 1826         | 1833        |
| Alexeï Boldyrev (ru)             | Recteur | 1833         | 1836        |
| Mikhaïl Katchénovski             | Recteur | 1837         | 1842        |
| Arcadi Alfonski (ru) (I)         | Recteur | 1842         | 1848        |
| Dmitri Perevostchikov (ru)       | Recteur | 1848         | 1850        |
| Arcadi Alfonski (ru) (II)        | Recteur | 1850         | 1863        |
| Sergueï Barchev (ru)             | Recteur | 1863         | 1870        |
| Sergueï Soloviov                 | Recteur | 1871         | 1877        |
| Nikolaï Tikhonravov              | Recteur | 1877         | 1883        |
| Nicolas Bogolepov (I)            | Recteur | 1883         | 1887        |
| Gavriil Ivanov (ru)              | Recteur | 1887         | 1891        |
| Nicolas Bogolepov (II)           | Recteur | 1891         | 1893        |
| Pavel Nekrassov (de)             | Recteur | 1893         | 1898        |
| Nikolaï Andreyevitch Zverev (ru) | Recteur | 1898         | 1898        |
| Dmitri Zernov (ru)               | Recteur | 1898         | 1899        |

## Du XXe au XXIe siècle
| Nom                       | Titre     | Période (de) | Période (à) |
| ------------------------- | --------- | ------------ | ----------- |
| Alexandre Tikhomirov      | Recteur   | 1899         | 1904        |
| Leonid Lakhtine (ru)      | Recteur   | 1904         | 1905        |
| Sergueï Troubetskoï       | Recteur   | 1905         | 1905        |
| Alexandre Manouïlov (ru)  | Recteur   | 1905         | 1911        |
| Matveï Lioubavski         | Recteur   | 1911         | 1917        |
| Mikhaïl Menzbier          | Recteur   | 1917         | 1919        |
| Vladimir Goulévitch (en)  | Recteur   | 1919         | 1919        |
| Mikhaïl Novikov (ru)      | Recteur   | 1919         | 1920        |
| Dmitri Bogolepov (ru)     | Recteur   | 1920         | 1921        |
| Viacheslav Volgine (en)   | Recteur   | 1921         | 1925        |
| Andreï Vychinski          | Recteur   | 1925         | 1928        |
| Ivan Oudaltsov (ru)       | Recteur   | 1928         | 1930        |
| Vassili Kassatkine (ru)   | Directeur | 1930         | 1934        |
| Alexeï Boutiaguine (ru)   | Directeur | 1934         | 1939        |
| Alexeï Boutiaguine (ru)   | Recteur   | 1939         | 1943        |
| Ilia Galkine (ru)         | Recteur   | 1943         | 1947        |
| Alexandre Nesmeïanov (en) | Recteur   | 1948         | 1951        |
| Ivan Petrovski            | Recteur   | 1951         | 1973        |
| Rem Khokhlov              | Recteur   | 1973         | 1977        |
| Anatoli Logounov          | Rektor    | 1977         | 1992        |
| Viktor Sadovnitchi        | Recteur   | 1992         |             |